# 郭興 (明朝)

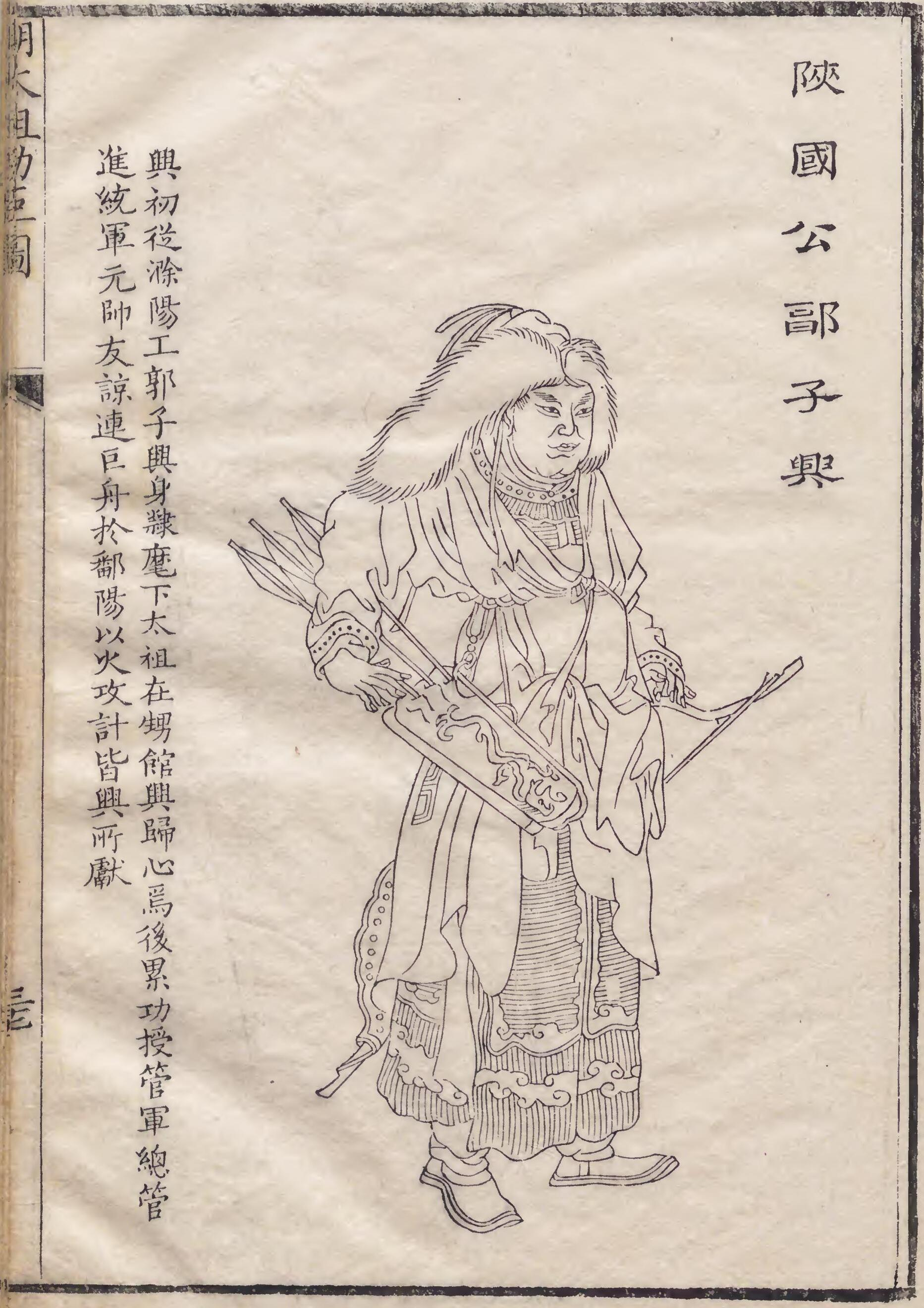
陝國公郭興

郭興（1331年—1384年），一名子興，濠州（现安徽凤阳）人，其弟为武定侯郭英，妹为郭宁妃。

## 生平
当时朱元璋在甥館的时候，郭興跟随其起兵，官至管軍總管、統軍元帥。围困常州的时候，长达七月都不卸盔甲。后跟从攻下寧國、江陰、宜興、婺州、安慶、衢州。后与陳友諒在鄱陽水战的时候，郭興献计用火攻，后陳友諒战死。之后跟从朱元璋进攻武昌，升任鷹揚衛指揮使。跟从徐达攻陷廬州，并大敗張士誠，平定襄陽等城。之后攻破高郵、淮安等城，升任鎮國將軍、大都督府僉事。
洪武元年，跟从徐达进攻中原，攻克汴梁，镇守河南。馮勝进攻陕西时候，请增加部队守卫潼关。徐达说：“没有比郭兴更合适的人了。”于是调守潼关。当时潼关为秦地门户，哈麻圖、李思齊、張思道、王左丞屡次进犯，郭興都击败了。后跟从徐达攻击奉元、鞏昌，边境遂安。
洪武三年，担任秦王武傅，兼陝西行都督府僉事。后封功，因为郭興不守纪律，只封鞏昌侯。次年进攻四川，攻下漢州、成都。后跟从徐达镇守北平，并同陳德在答剌海口大败元军。后在臨清练兵，十七年去世，年五十四。贈陝國公，諡宣武。

## 子女
子男四人：
1. 郭景仪
2. 郭振
3. 郭宗
4. 郭官僧

## 墓碑
墓碑于2011年在晨光老厂被发现。